# Waking Mars
Waking Mars est un jeu vidéo de type metroidvania développé et édité par Tiger Style, sorti en 2012 sur Windows, Mac, Linux, iOS et Android.

## Accueil
Lors de l'Independent Games Festival 2012, Waking Mars a été nommé dans les catégories Excellence en Son et Meilleur jeu mobile